# Минас Жерайс (линкор)
«Минас Жерайс» (порт. Minas Geraes) — головной Линкор типа «Минас Жерайс» ВМС Бразилии.

## Строительство
Заложен 17 апреля 1907 года по проекту 494А в Эльзвике на верфи Армстронга. 10 сентября 1908 года спущен на воду, после чего до января проходила достройка корабля на плаву. 6 января 1910 года был включен в состав Бразильских ВМС.
Совершил переход из Англии в Бразилию, после чего на корабле вспыхнул мятеж в ноябре 1910 года под предводительством Жуана Кандиду Фелисберту.

## Служба
24 октября 1917 года Бразилия вступила в Первую Мировую войну. Союзница по Антанте Англия обратилась к правительству Бразилии с просьбой отправить её линкоры в Северное море, для действий совместно с Гранд Флитом. Но линкор находился в очень плохом техническом состоянии, и было принято решение о его модернизации в США.
Линкор «Минас Жерайс» был отправлен в США, где на верфи Нью-Йорка проходила его модернизация до 1921 года. В ходе модернизации была сокращена противоминная артиллерия корабля, заменены приборы управления огнём.

### Модернизация
В 1934—1938 годах на верфи в Рио-де-Жанейро «Минас Жерайс» прошел кардинальную модернизацию. Трубы были демонтированы и заменены на одну большую. Модернизировали вооружение: установили четырнадцать 120-мм орудий, четыре 102-мм зенитки и в дополнение четыре 40-мм зенитных автомата.
Силовая установка была заменена на шесть новых нефтяных котлов Торникфорта. После модернизации силовой установки линкор имел следующие характеристики: мощность — 30 000 л.с, скорость — 22 узла, запас топлива — 2200 тонн нефти, численность экипажа — 1131 человек.

### Дальнейшая служба
Во время Второй мировой войны линкор нес службу в порту Байя (Сальвадор). После войны в 1952 году был исключен из состава флота.
В 1953 году итальянская фирма приобрела «Минас Жерайс» для разделки на металл. С 11 марта по 22 апреля 1954 года совершил переход на буксире в Специю, где был утилизирован.

## Галерея

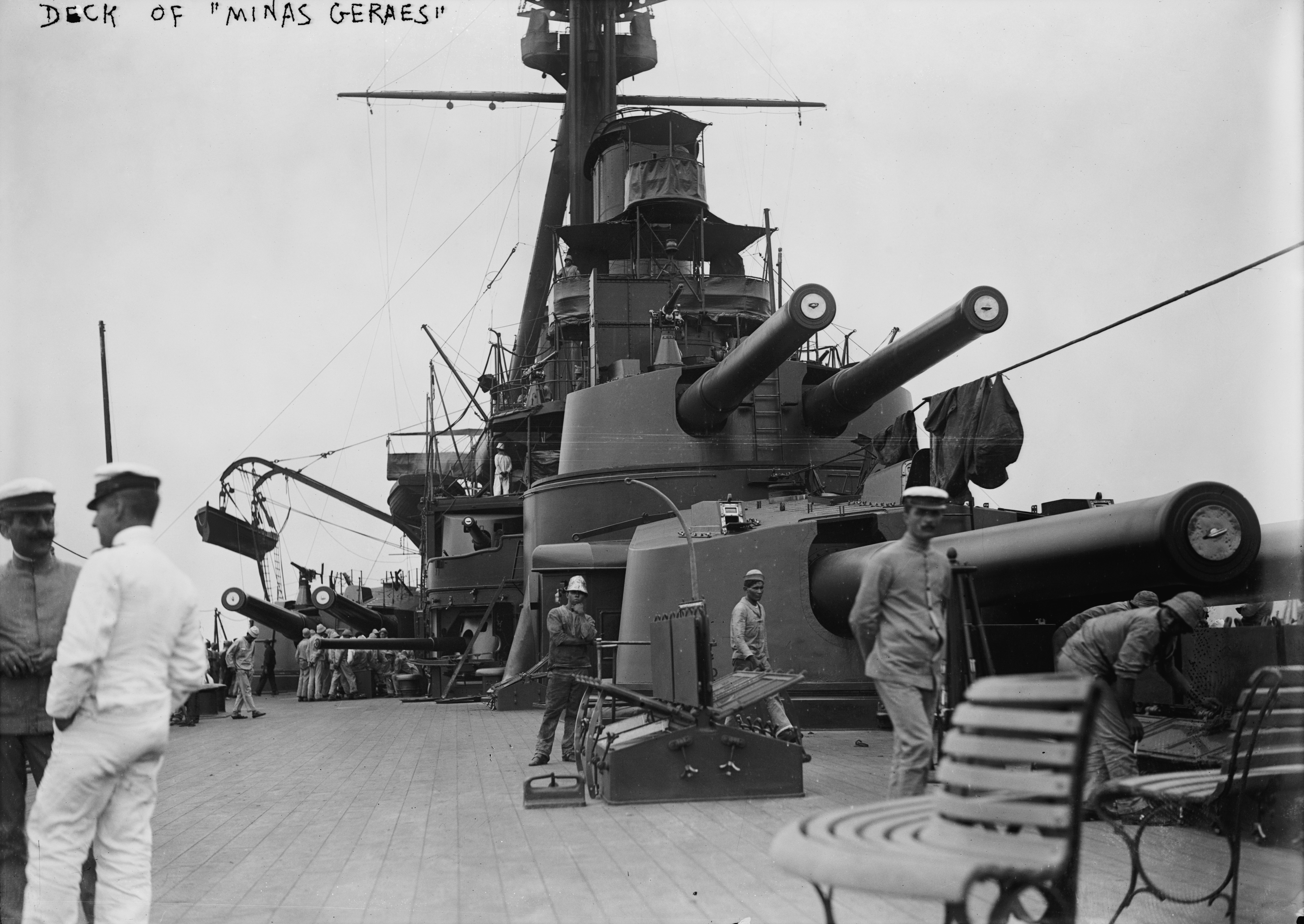
Моряки на палубе линкора «Минас Жерайс». Снимок сделан предположительно во время визита корабля в США в 1910 году
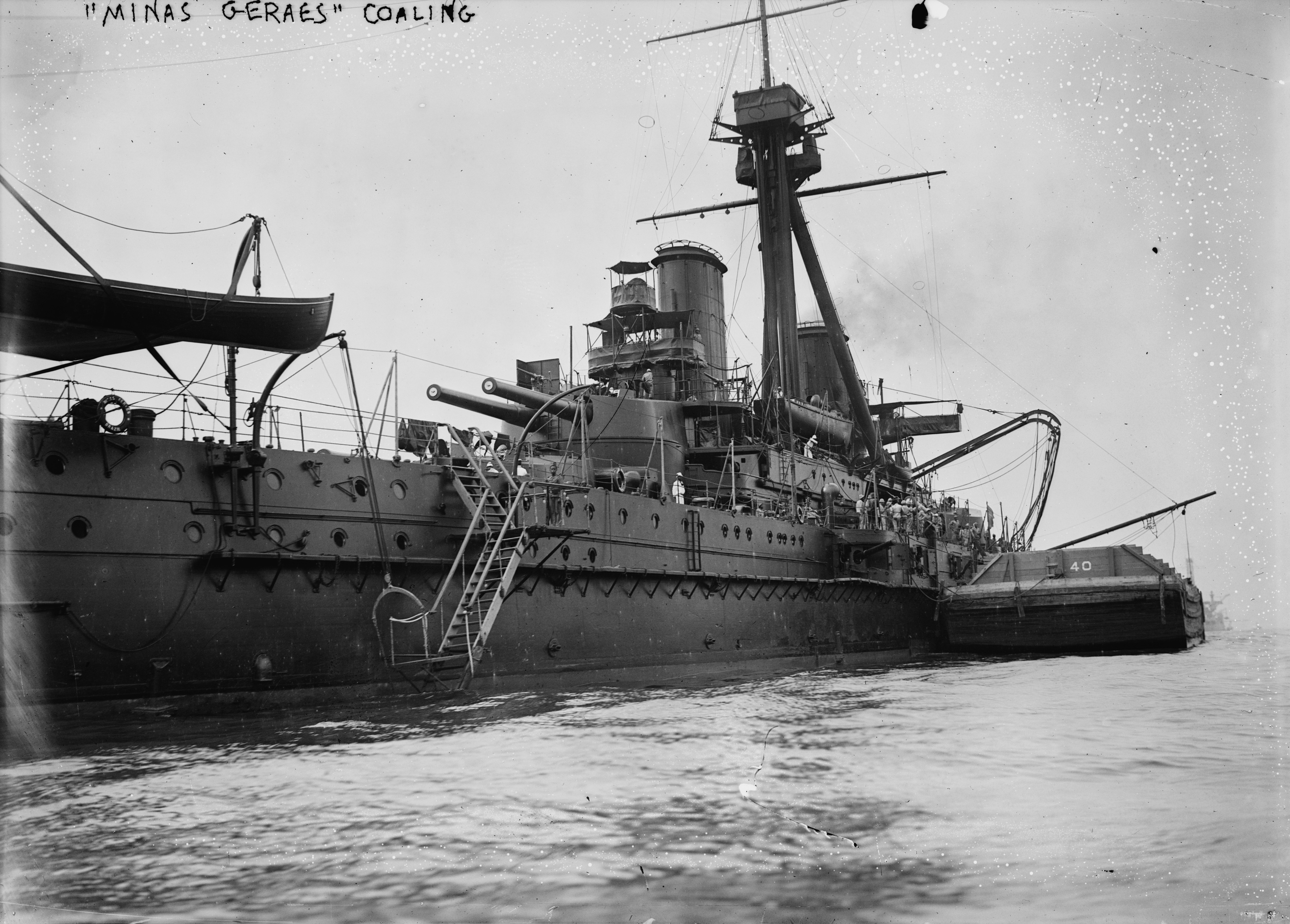
Линкор «Минас Жерайс»
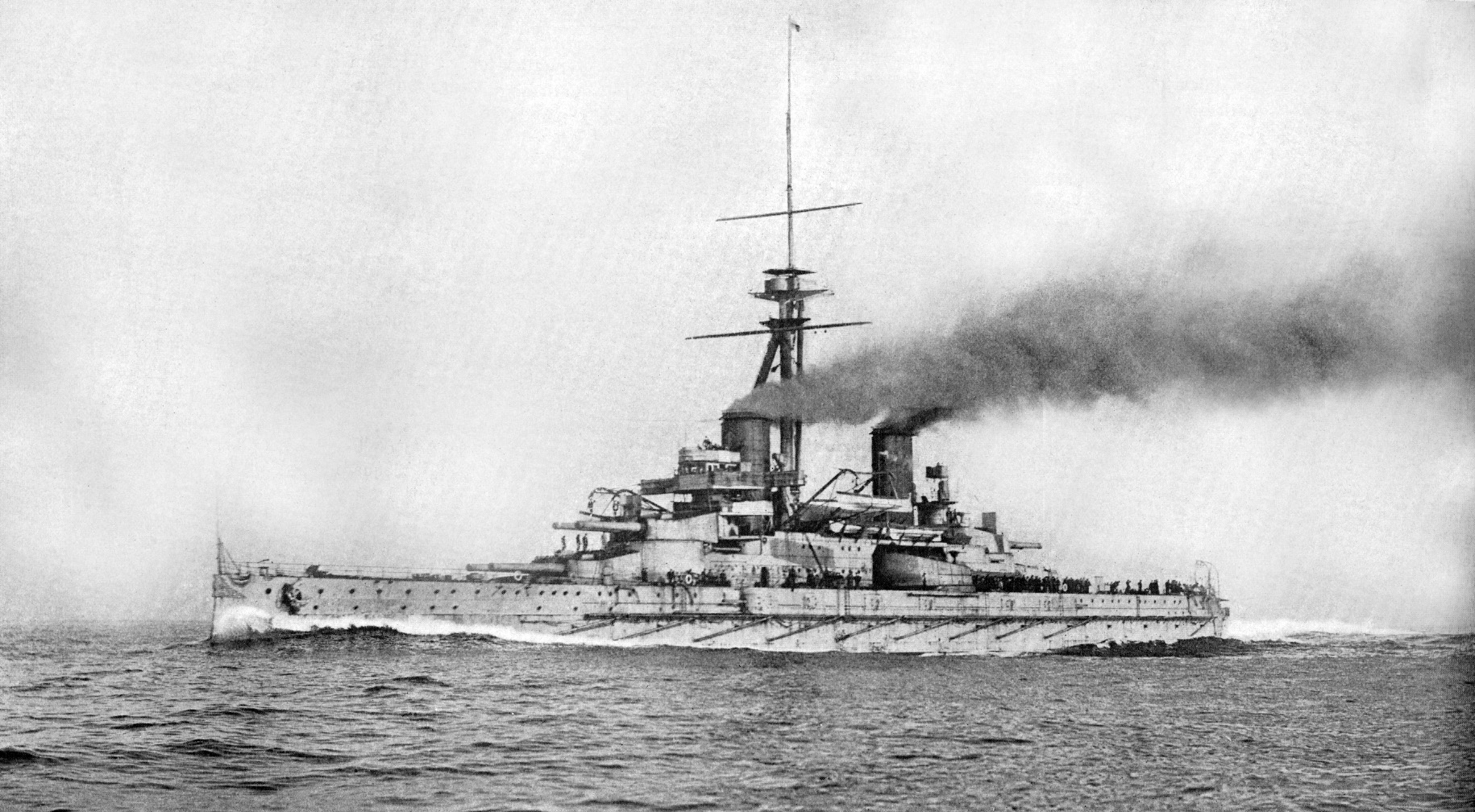
«Минас Жерайс» в 1910 году
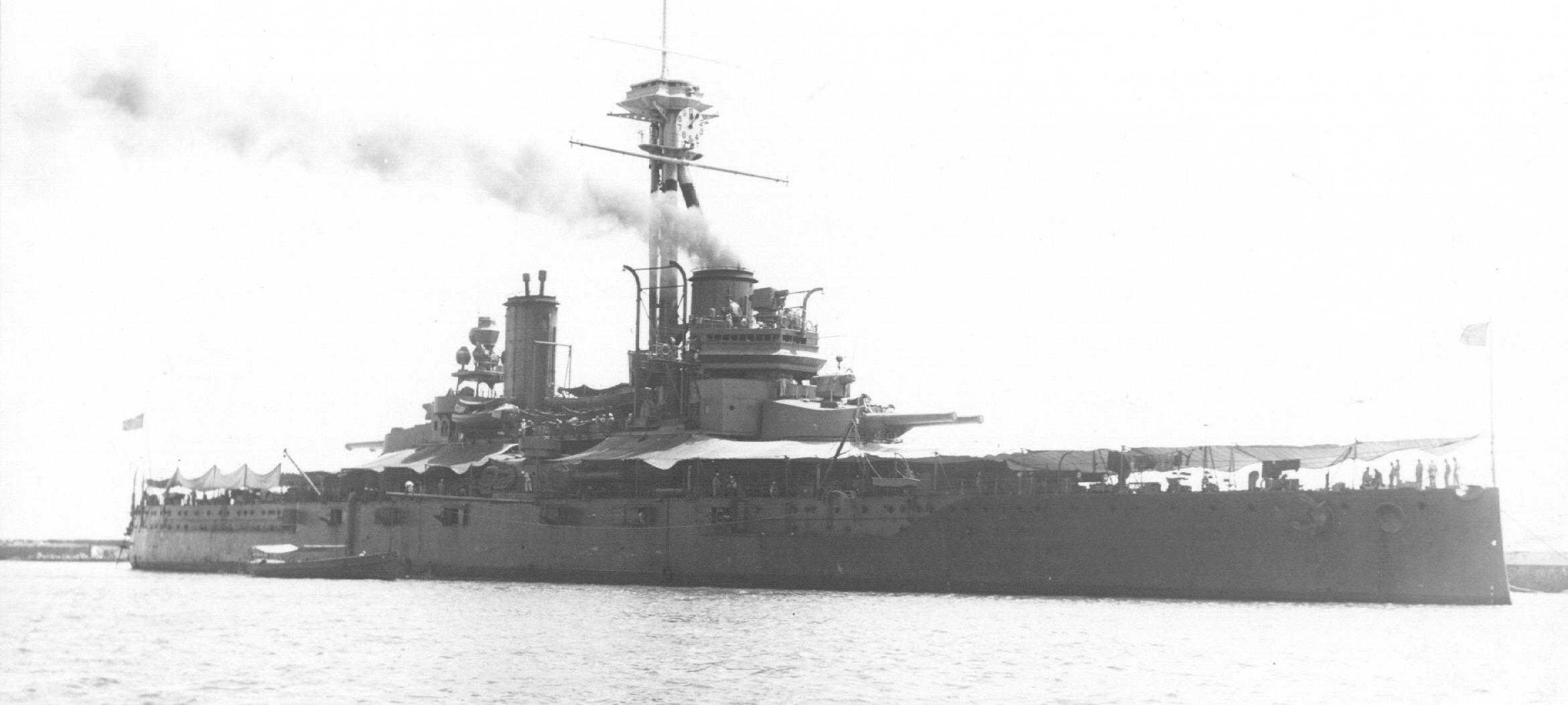
«Минас Жерайс» после первой модернизации. Палуба и башни укрыты навесами от солнца.
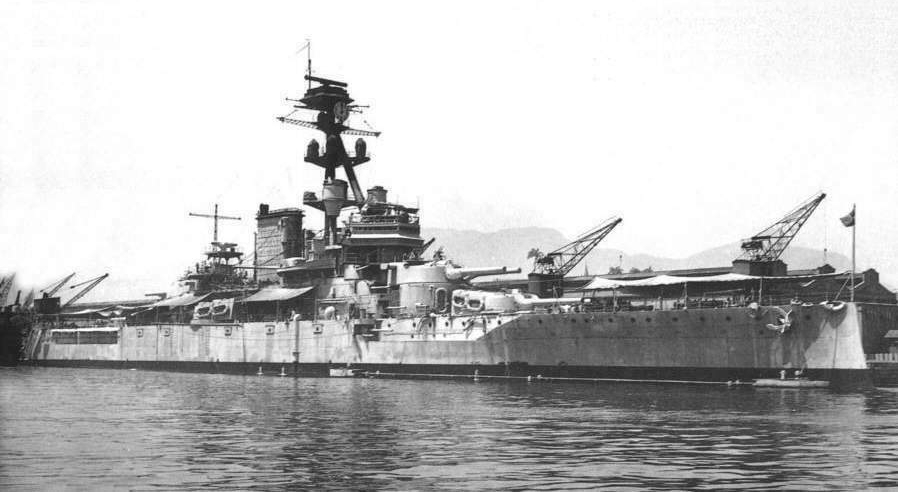
«Минас Жерайс» в 1942 году. В ходе второй модернизации 18 угольных котлов заменили на 6 новых нефтяных, что позволило убрать вторую дымовую трубу